# Alchemilla argutiserrata
Alchemilla argutiserrata är en rosväxtart som beskrevs av Harald Lindberg och Sergei Vasilievich Juzepczuk. Alchemilla argutiserrata ingår i släktet daggkåpor, och familjen rosväxter. Inga underarter finns listade i Catalogue of Life.